# Kaniów (województwo świętokrzyskie)
Kaniów – wieś w Polsce położona w województwie świętokrzyskim, w powiecie kieleckim, w gminie Zagnańsk.
W latach 1975–1998 miejscowość administracyjnie należała do województwa kieleckiego.
W latach 80. i 90. XX w. wieś została rozbudowana do rozmiarów dużego podmiejskiego osiedla domków jednorodzinnych. W Kaniowie znajduje się rekreacyjny zbiornik wodny.